# Veliki Šator
Der Veliki Šator ist mit 1872 m oder 1875 m die höchste Erhebung des Gebirgsstocks Šator (mit der deutschen Bedeutung Zelt) im Nordwesten von Bosnien und Herzegowina. Der Gebirgsstock, ein Teil des Dinarischen Gebirges, zu dem auch der östlich gelegene Mali Šator (1768 m) gehört, erstreckt sich zwischen der Polje von Livno im Süden und Drvar im Norden, und bildet einen Teil eines größeren Gebirgszugs mit den Höhenzügen Jadovnik, Marino brdo, Staretina und Velika Golija, der in der Velika Golija (Veliki Vrh) eine Höhe von 1890 m erreicht.

## Flora
Die fünf Hauptgipfel des Šator überragen ein dichtbewaldetes, mit Buchen, Tannen und Fichten bestandenes Plateau von 1.500 bis 1.600 m Höhe. Die Südhänge des Gebirgsstocks sind von Wiesen bedeckt und weisen im Sommer eine reiche Blumenvegetation auf. Sie dienten in der Vergangenheit als Viehweide.

## Tourismus
Der aussichtsreiche, von November bis Mai schneebedeckte Berg wird über eine Straße erschlossen, die über eine Strecke von 17 km von Gornje Peulje an der Verbindungsstraße von Bosansko Grahovo nach Livno bis zum See Šatorsko jezero (1488 m) führt. Dieser See ist glazialen Ursprungs, 250 m lang und 120 m breit sowie 6 m tief. Am See befindet sich ein kleines privates Unterkunftshaus. Vom See aus führen verschiedene leichte Anstiege auf den Gipfel.